# 16 Cygni
16 Cygni is een meervoudige ster bestaande uit drie sterren, ongeveer 70 lichtjaar van de Aarde verwijderd, in het sterrenbeeld Zwaan (Cygnus). Het stelsel bestaat uit twee sterren van hetzelfde type als onze zon (gele dwerg): 16 Cygni A en 16 Cygni B, en een rode dwerg-ster: 16 Cygni C. In 1996 is een exoplaneet ontdekt in een excentrische omloopbaan rond 16 Cygni B.

## Afstand
De parallax van de twee helderste sterren is bepaald als deel van de astrometrie-missie GAIA. De vastgestelde parallax van 16 Cygni A is 47,3239 milliboogseconde en van 16 Cygni B is die 47,3302 milliboogseconde.
Aangezien beide sterren één stelsel vormen, is aannemelijk dat het verschil tussen beide bepalingen berust op een meetonzekerheid. De afwijking valt namelijk binnen de foutmarge.
De afstand van beide sterren is 68,92 lichtjaar.

## Stellaire componenten
16 Cygni is een drievoudig systeem: de sterren A en C vormen een klein binair stelsel met een geprojecteerde separatie van 73 AU. De baanelementen van het A-C stelsel zijn nog onbekend.
Op een afstand van 860 AE staat de derde component: 16 Cygni B. De omlooptijd van Cygni B ten opzichte van het A-C paar is bepaald in 1999: de vermoedelijke omlooptijd ligt in de orde van 18.200 tot 1,3 miljoen jaar: een elliptische baan met een lange as van tussen de 877 en 15.180 AE.
De baan van 16 Cygni B heeft bovendien een inclinatie van tussen de 100 en 160 graden in relatie tot de A-C pool.
De inschatting van de ouderdom is dat het stelsel veel ouder is dan het zonnestelsel.

## Planetenstelsel
In 1996 werd een planeet ontdekt in een excentrische baan rond 16 Cygni B. De omlooptijd van deze planeet (genaamd 16 Cygni Bb) is 798,5 dagen, met een lange as van 1,68 AE. Zoals bij de meerderheid van de exoplaneten werd deze planeet ontdekt door de wisselingen in radiële snelheid van de bijbehorende ster te meten. Dit geeft echter alleen een indruk van de minimale massa: in dit geval ongeveer 1,68 maal die van Jupiter.
Op 24 mei 1999 is een radiosignaal naar het 16 Cygni-stelsel gezonden, met de naam 'Cosmic Call 1', voor het geval daar intelligent leven voorkomt. Het signaal zal daar aankomen in november 2069.